# Nominoe av Bretagne
Nominoe av Bretagne, död 851, var hertig av Bretagne mellan 841 och 851.